# Stenocereus treleasei
Stenocereus treleaseii  es una especie de planta fanerógama de la familia Cactaceae. Se encuentra en México en el estado de Oaxaca, donde es común a altitudes 1300-1800 m.

## Descripción
Stenocereus treleasei crece como una estructura arbustiva o como árbol con varias ramificaciones y alcanza un tamaño de 2 a 4 m. A veces se forma un solo tallo. Tiene posición vertical, columnar, de color verde oscuro con brotes verdes azulados y tienen diámetros de hasta 22 centímetros. Tiene de 15 a 20 contundentes  costillas. Las espinas a menudo no se pueden distinguir de las centrales y marginales. Las tres a nueve espinas centrales son de 4 a 5 cm de largo. Una de ellas es más largo que las otras. Con entre 10 a 13 espinas radiales amarillentas  de 5 a 12 milímetros de largo. Las flores de color rosa en forma de tubo  aparecen cerca de las puntas de los brotes y se abren por la noche. Son 4 a 5 cm de largo. Los frutos son rojos esféricos y alcanzan un diámetro de hasta 5 centímetros. La carne es de color rojo oscuro.

## Taxonomía
Stenocereus treleasei fue descrita por (Vaupel) Backeb. y publicado en Cactus and Succulent Journal 23: 120. 1951.
Etimología
Stenocereus: nombre genérico que deriva de las palabras griegas:
"στενός" (stenos) para "apretado, estrecho" y se refiere a las costillas relativamente estrechos de las plantas y cereus para "cirio, vela".
treleasei: epíteto otorgado en honor del botánico estadounidense William Trelease. 
Sinonimia
- Cereus treleasei (Rose) Vaupel
- Lemaireocereus treleasei Rose
- Rathbunia treleasei (Vaupel) P.V.Heath[3]